# Dentes de Rato
Dentes de rato é um livro de livro infantil da escritora portuguesa Agustina Bessa-Luís, publicada em 1987.
Esta obra representa de modo mais direto a infância e início da juventude da autora.

## Enredo
A obra conta a história de Lourença, uma rapariga que tinha três irmãos: Artur, Marta e Francisco (Falco).
Lourença tinha como alcunha Dentes de Rato, porque os dentes dela eram pequenos e finos e porque ela tinha o hábito de morder a fruta que estava na fruteira, deixando lá a marca dos seus dentes. Dentes de rato gostava muito do colégio porque as freiras tratavam bem as crianças. Um dia foi convidada para um casamento e outra menina foi no seu lugar, pois tinha feito tudo mal. O seu pai era uma pessoa respeitada e amável, mas mais parecia uma visita, pois passava pouco tempo em casa.
Certo dia, após as férias de Verão, ela voltou para o colégio, mas modificada, pois os seus dentes tinham-lhe caído e nasceram-lhe novos, mais redondos e fortes. A partir desse momento, a alcunha de "dentes de rato" já não lhe assentava.
Quando fez nove anos, ninguém deu grande importância e recebeu apenas um lenço e um relógio. Contudo, à noite uma pomba foi pousar no peitoril da janela do seu quarto e ela pensou que aquele era o seu presente de anos. "Achou que o mundo inteiro esperava por ela, e os mares todos, com as suas banais tempestades, podiam ficar calmos porque ela assim queria que fosse". Ficou muito feliz pois alguém se tinha lembrado dela.